# Dregeltjärnen
Dregeltjärnen är en sjö i Karlskoga kommun i Värmland och ingår i Göta älvs huvudavrinningsområde. Sjön är 2,6 meter djup, har en yta på 0,0427 kvadratkilometer och är belägen 140 meter över havet.